# Yzeux
Yzeux és un municipi francès, situat al departament del Somme i a la regió dels Alts de França. L'any 1999 tenia 253 habitants.

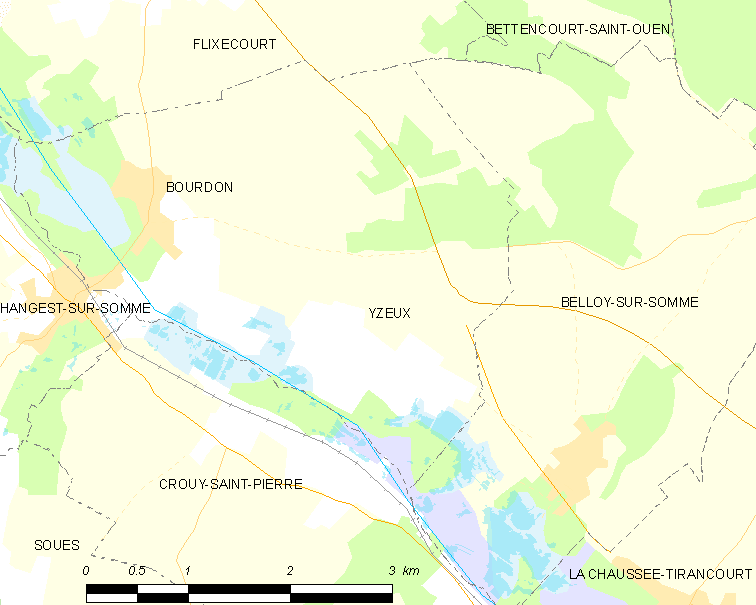

## Referències

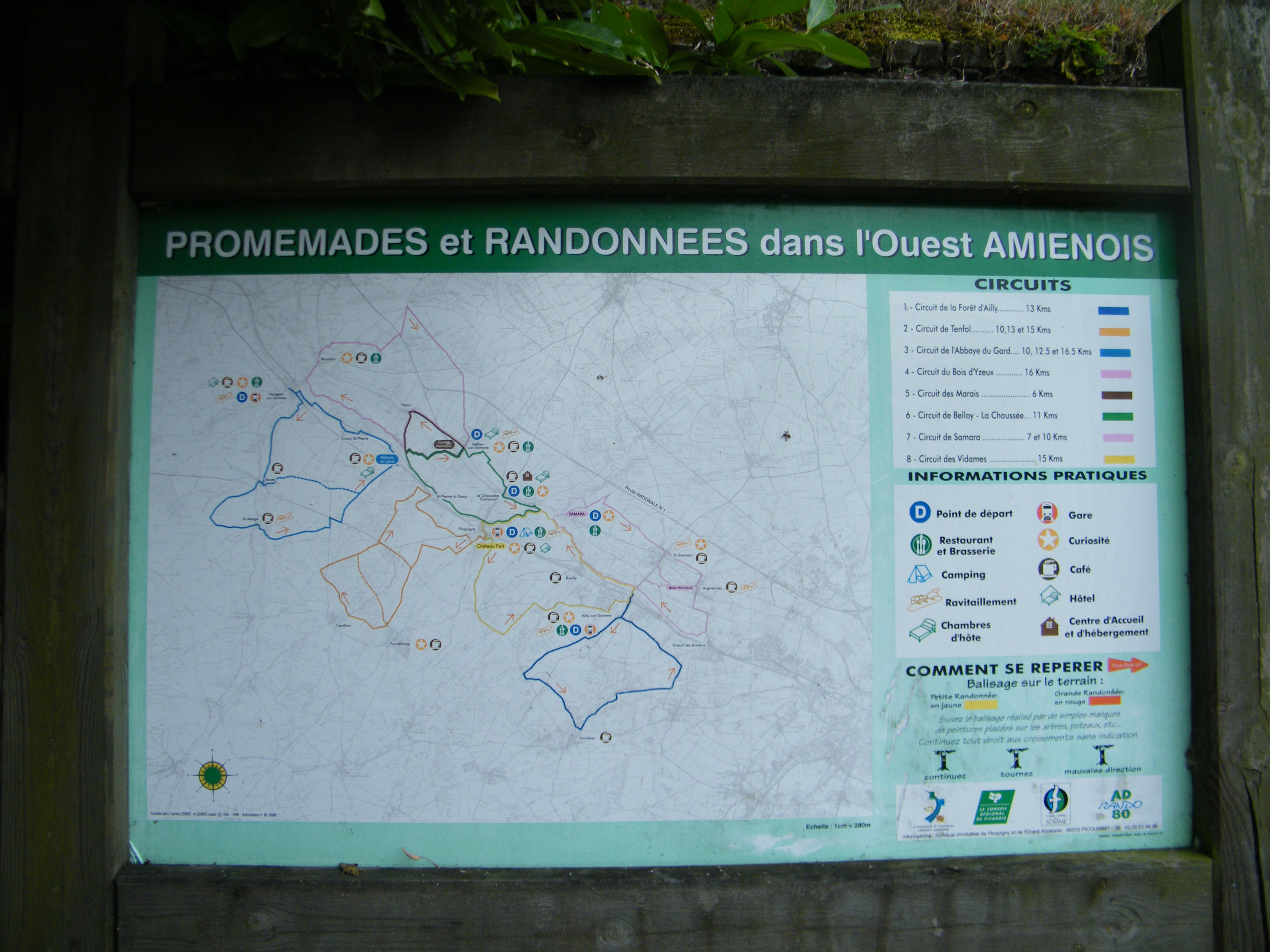

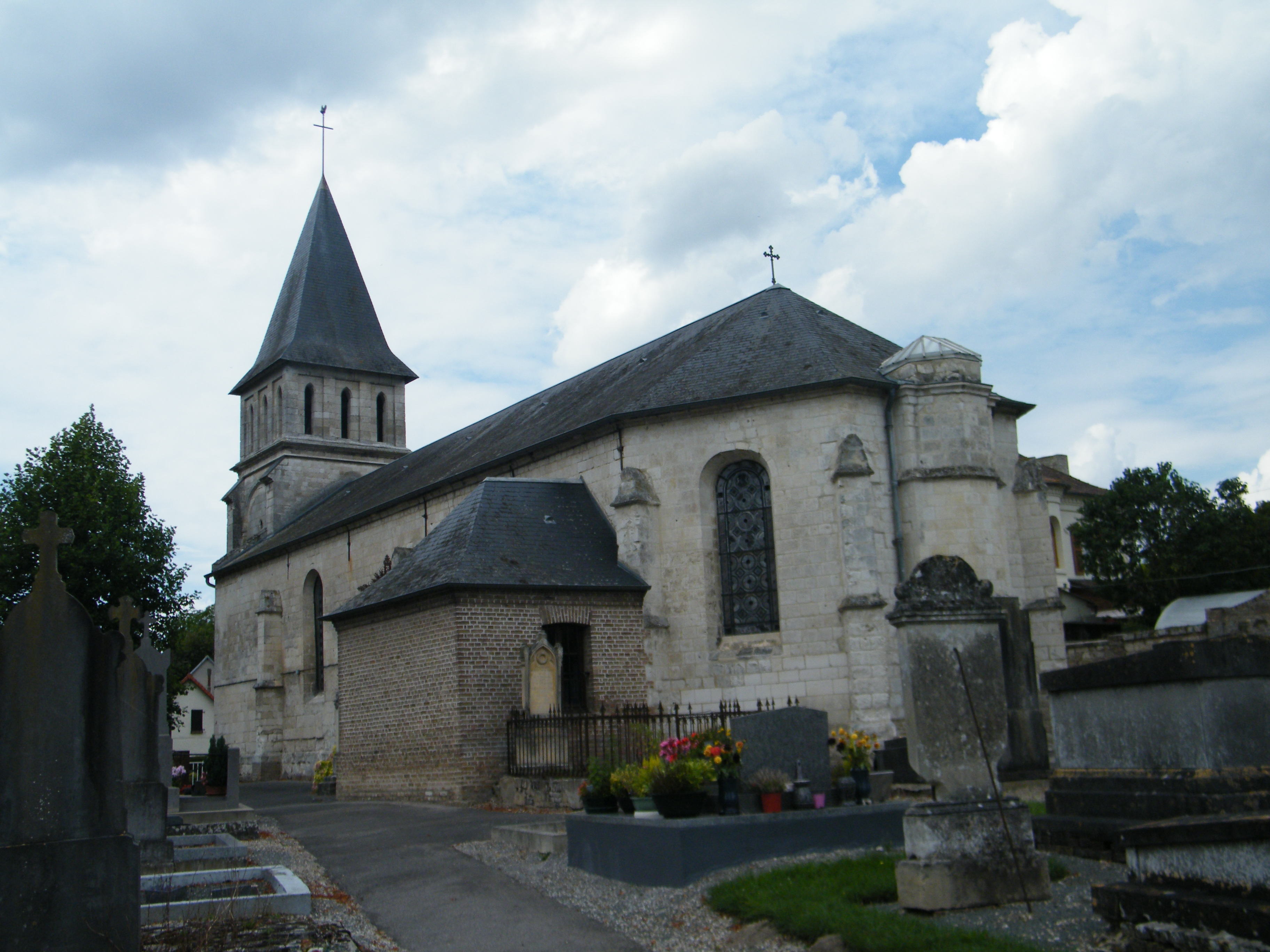

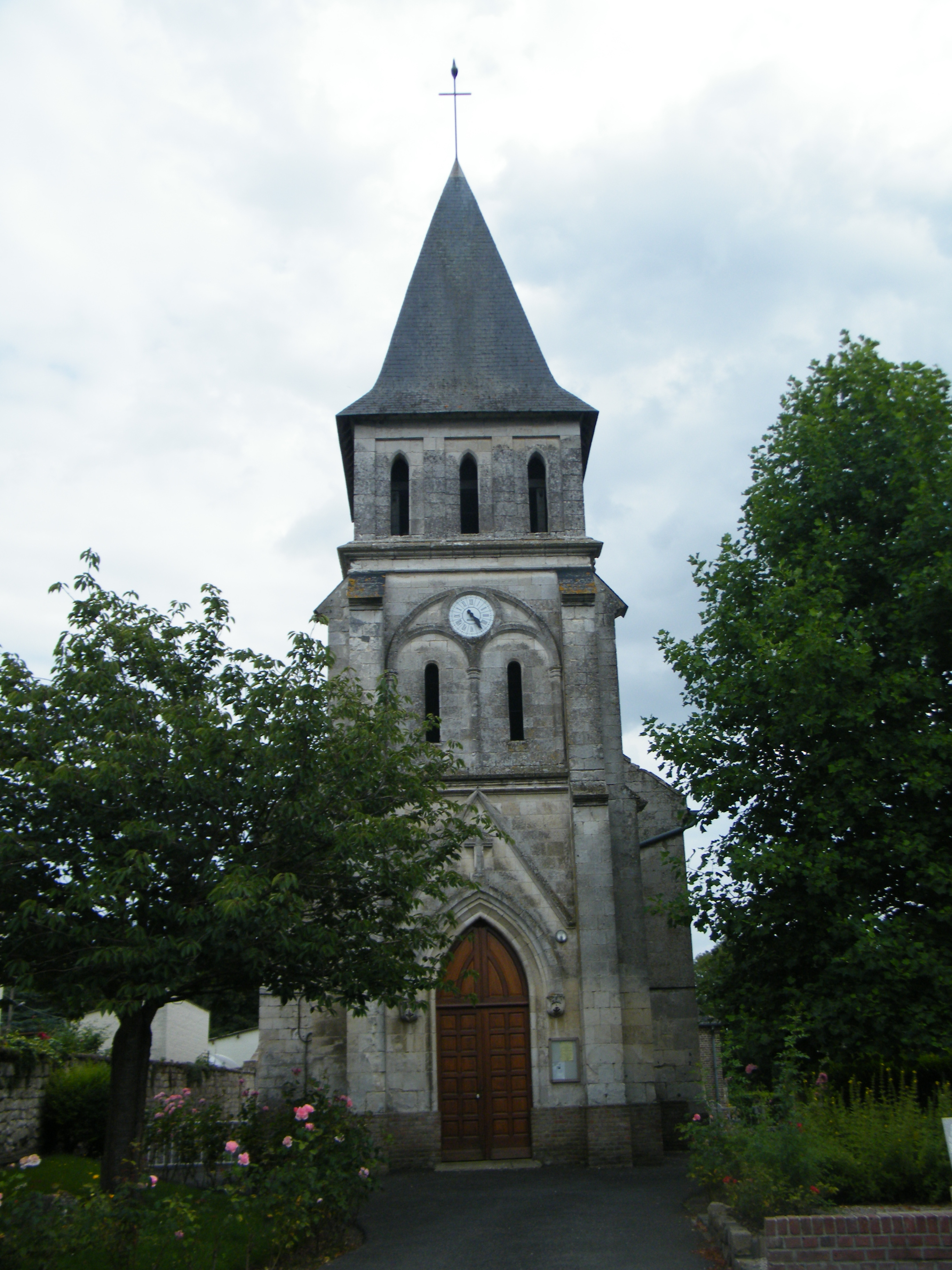